# Carrie Ann Inaba

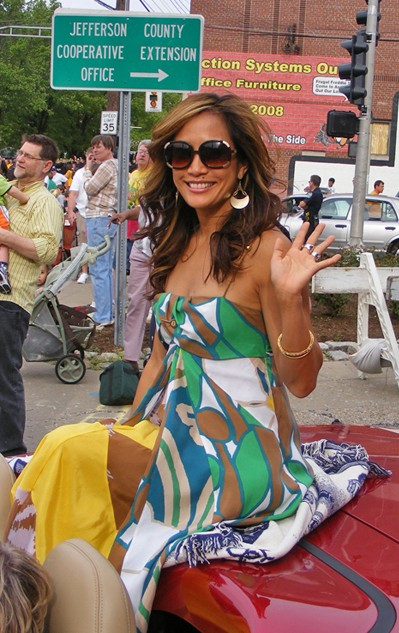
Carrie Ann Inaba na festiwalu Kentucky Derby w 2008 r.

Carrie Ann Inaba (ur. 5 stycznia 1968 roku) – amerykańska osobowość telewizyjna, aktorka, piosenkarka, tancerka i choreograf. Największą sławę przyniosła jej praca przy programie telewizji ABC Taniec z Gwiazdami (ang. Dancing with The Stars), a także rola Fook Yu w Austin Powers in Goldmember. Obecnie jest współprowadzącą i moderatorem talk show CBS Daytime -The Talk. Swoją karierę rozpoczęła jako piosenkarka w Japonii, jednakże większą popularność zdobyła jako tancerka.

## Wczesne życie
Inaba urodziła się w Honolulu na Hawajach.  W 1986 r. ukończyła szkołę w Punahou. Jest pochodzenia irlandzko-chińsko-japońskiego. Swoją pierwszą naukę tańca odbyła w wieku trzech lat w klasie ,,Kreatywnego ruchu". Uczęszczała do Sophia University i University of California, Irvine, a następnie ukończyła University of California w Los Angeles z tytułem B.A. w dziedzinie sztuki i kultury światowej.

## Kariera

### Śpiew
W 1986 roku 18-letnia Inaba wygrała pokaz talentów na Hawajach, następnie przygotowywano ją na gwiazdę popu w Japonii. Mimo że jej pierwszy singiel znalazł się w Top 50, zdała sobie sprawę, że ,,to nie ma nic wspólnego z jej artystycznością, a jej twarz stała się jedynie logo, które sprzedają.” Od 1986 do 1988 roku Inba mieszkała w Tokyo i była popularną piosenkarką. Wydała wówczas trzy single, „Party Girl” (wspierana przez „China Blue”), „Be Your Girl” (wspierana przez „6½ Capezio”) oraz „Yume no Senaka” (wspierana przez „Searching”), a także prowadziła cotygodniowe radio i serial telewizyjny.

### Taniec
Po powrocie do Ameryki Inaba pojawiła się jako jedna z „Fly Girls” w grupie zapasowych tancerzy w serialu telewizyjnym In Living Colour. Występowała także z kanadyjską piosenkarką Norman Iceberg i tancerzami Viktorem Manoelem (David Bowie „Glass Spider” Tour) i Luca Tommassini w słynnym Glam Slam Prince'a. Inaba miała pojawić się również jako tancerka solo podczas Madonna 1993 Girlie Show World Tour, pod warunkiem, że zgoli włosy. Po krótkim wahaniu zdecydowała, że warto. Jej ulubionym taniec to rumba, ponieważ (jak wspomniała w American Fitness) uważa, że jest „bardzo silny i wymagający”.

### Występy filmowe i telewizyjne
Inaba pojawiła się jako jedna z tancerek drugoplanowych w adaptacji filmu Monster Mash w 1995 roku. Wystąpiła również w filmie Austin Powers w Goldmember (2002) jako Fook Yu, wraz z Diane Mizota, grając jej bliźniaczą siostrę. Dwie kobiety nie są spokrewnione, ale kiedy Mizota została dostała swoją rolę i zapytano ją, czy zna jakieś aktorki podobne do niej zasugerowała właśnie Inabę. Wówczas Inaba, która pojawiła się na krótko w „Austin Powers: Spy Who Shagged Me”, dostała rolę, a obie kobiety scharakteryzowano, by wyglądały jak identyczne bliźniaczki. W 2005 r. Inaba i Mizota powtórzyły swoje role z Mikiem Myers w reklamie Motoroli.
Inaba występowała również (zwykle jako tancerka) w filmach Monster Mash: The Movie, Lord of Illusions, Showgirls, Boys and Girls, Flintstones II, Freak, American Virgin oraz serialu telewizyjnym Jack & Jill i Nikki.
Pojawiła się w The View konkursie talentów ABC Dance War: Bruno vs. Carrie Ann, oraz w specjalnej grze FOX Breaking the Magician's Code: Magic's Biggest Secrets.
Inaba wystąpiła również gościnnie jako Tina, choreograf Hannah w odcinku Hannah Montana „Papa ma nowego przyjaciela”
W październiku 2010 roku Inaba została gospodarzem odrodzenia teleturnieju 1 vs. 100 na GSN. Po pierwszym sezonie ogłosiła, że nie wróci.
Inaba pojawił się jako jeden z trzech, a później czterech sędziów w Dancing with the Stars.
Była gościnnym współprowadzącym program telewizyjny CBS Daytime, The Talk, przez ostatnie dwa sezony. Ostatecznie zastąpiła na stałe Julie Chen jako piątą współgospodarzkę, oficjalnie debiutując 2 stycznia 2019 r.

### Choreografia
Choreografie Inaby pojawiły się w kilku serialach telewizyjnych, w tym American Idol,  American Juniors, All American Girl, His a Lady, In Search of the Partridge Family (w której również pojawiła się na antenie), Poślubiona przez Amerykę, The Sexiest Bachelor w Ameryce Pageant, The Swan i Who Want to Marry a Multi-Millionaire?. Wystąpiła w pierwszym sezonie So You Think You Can Dance na etapach przesłuchania, gdzie zapewniła choreografię do „rundy choreograficznej”.
Inaba była także honorowym sędzią w USA Dance National DanceSport Championships.

### Produkcja filmowa
Inaba jest założycielem i prezesem EnterMediArts, Inc., firmy produkującej wideo. Reżyseruje, pisze i redaguje filmy. Jej praca obejmuje E! Za kulisami Miss America Special, 7. Festiwal Sztuki Pacyfiku, Portret IVI i Beyond the Dancing Image, a także krótkometrażowy film fabularny Black Water.

### Teatr
Była producentem na Broadwayu Burn the Floor w nowojorskim Longacre Theatre.
W 2008 r. Inaba otrzymała nagrodę Visionary Award od East West Players, najstarszej azjatyckiej grupy teatralnej z Ameryki Pacyfiku w Stanach Zjednoczonych, za pomoc w zwiększeniu „widoczności społeczności azjatycko-amerykańskiej poprzez teatr, film i telewizję”.

## Filmografia
| Rok  | Film                                  | Rola              |
| ---- | ------------------------------------- | ----------------- |
| 1993 | Rhythm & Jam                          | Tancerz           |
| 1995 | Lord of Illusions                     | Tancerz           |
| 1995 | Showgirls                             | Tancerz           |
| 1995 | Monster Mash: The movie               | Tancerz/Wokalista |
| 1999 | Austin Powers: The Spy who Shagged me | Tancerz           |
| 1999 | American Virgin                       | Hiromi            |
| 2000 | Boys and Girls                        | Tancerz           |
| 2002 | Austin Powers in Goldmember           | Fook Yu           |